# Booth Poole & Company
Booth Poole & Company war ein Montagewerk für Kraftfahrzeuge und damit Teil der Automobilindustrie in Irland.

## Unternehmensgeschichte
Das Unternehmen entstand 1954 oder 1955 nach einer Fusion zwischen Booth Bros. und W. F. Poole & Company. Der Sitz war in Dublin. Die Montage von Automobilen wurde fortgesetzt. Die Teile kamen weiterhin von MG und der Wolseley Motor Company. 1971 erfolgte die Übernahme durch die Brittain Group.

## Fahrzeuge
Von MG sind Limousinen, Midget, MG B und einige MG C überliefert. Ab Januar 1956 bis mindestens 1959 wurde der MG A montiert und nach Südafrika exportiert. Eines dieser Fahrzeuge existiert noch. Daneben werden TD, TF, Magnette und 1100/1300 genannt.
Von Wolseley wurde der Hornet montiert. Angeboten wurden 6/99, 15/60 und 1500.
Der Riley Elf wurde für Brittains teilmontiert.

## Produktionszahlen
Nachstehend die Zulassungszahlen in Irland für MG- und Wolseley-Fahrzeugen aus den Jahren, in denen Booth Poole & Company sie montierte. Die Zahlen der ersten beiden Jahre und des letzten Jahres beinhalten auch die Montagen bei den Vorgängergesellschaften und dem Nachfolgeunternehmen, da eine Splittung innerhalb eines Jahres nicht möglich ist.
| Jahr  | MG            | Wolseley      | Summe         |
| ----- | ------------- | ------------- | ------------- |
| 1954  | 62            | 230           | 292           |
| 1955  | 152           | 125           | 277           |
| 1956  | 97            | 103           | 200           |
| 1957  | 85            | 69            | 154           |
| 1958  | 123           | 109           | 232           |
| 1959  | 108           | 288           | 396           |
| 1960  | 98            | 607           | 705           |
| 1961  | 126           | 830           | 956           |
| 1962  | 104           | 1.010         | 1.114         |
| 1963  | nicht bekannt | nicht bekannt | nicht bekannt |
| 1964  | nicht bekannt | nicht bekannt | nicht bekannt |
| 1965  | 438           | 747           | 1.185         |
| 1966  | 380           | 589           | 969           |
| 1967  | 415           | 479           | 894           |
| 1968  | 390           | 641           | 1.031         |
| 1969  | 461           | 771           | 1.232         |
| 1970  | 253           | 749           | 1.002         |
| 1971  | 118           | 467           | 585           |
| Summe | 3.410         | 7.814         | 11.224        |